# سليمان عميرات
سليمان عميرات هو مجاهد وسياسي، ولد في 24 يوليو 1929 بـمنطقة مشد الله مقيم بالقرية الإفريقية الكبيرة تكبروست في ولاية البويرة بالجزائر. وتوفي في 1 يوليو 1992 بالجزائر العاصمة، هو سياسي جزائري. وعضو في الفيدرالية الفرنسية لجبهة التحرير الوطني أثناء حرب الجزائر. وكان رئيس الحركة الديمقراطية للتجديد الجزائري MDRA من عام 1977 إلى عام 1992.

## سيرة
ناضل في الحركة الوطنية منذ الصغر، والتحق بالمنظمة الخاصة، وعمره لم يتجاوز آنذاك السابعة عشرة من العمر. ويعود الفضل في ذلك إلى أخواله الذين وجدوا فيه القدرة الكافية لتحمل متاعب العمل السري والانضمام إلى منظمة عسكرية. فقد كان يملك قوة جسدية وتقبلا نفسيا رشّحاه للقيام بأي عمل عسكري مسلح ضد فرنساالاستعمارية. وقالت محدثتنا باعتزاز: ''لما قامت الثورة في نوفمبر 1954، كان سليمان من طلائع المجاهدين الذين عملوا في صفوف جيش التحرير بالولاية الثالثة، إلى جانب القائد عبد الرحمن ميرة. ولما اكتشف هذا الأخير صلابته وعمق روحه الثورية، قرّر إرساله إلى فرنسا للتكفل بعملية التحسيس في أوساط العمالالجزائريين المغتربين. وبالفعل شدّ عميرات الرّحال إلى باريس في مارس من عام.''1955
في فرنسا لعب دورا أساسيا في وضع حد لهيمنة أنصار الحركة الوطنية الجزائرية التي أسّسها مصالي الحاج في ديسمبر.1954 وتم اختياره من قبل قادة الثورة، لكي يكون عضوا في وحدات ''كومندوس'' خاصة للقيام بهذه المهمة، وكان يعمل تحت إمرة عمر عدلاني إلى غاية سنة 1958، حيث ألقي عليه القبض من قبل الشرطة الفرنسية في باريس، ونقل إلى السجن بالجزائر، حيث قضى عدة سنوات في سجون قسنطينة وميلة إلى غاية سنة.''1960
خلال مرحلة سجنه، أسس تنظيم ثوري داخل السجون، ومن خلف أسوارها كان يعمل على جمع التبرعات والأدوية للمجاهدين، بفضل تعاون عائلات السجناء. وبالفعل تمكن من جمع مبلغ مالي معتبر، يقدّر بأربعمائة ألف فرنك شهريا، إضافة إلى كميات من الأدوية نقلها للجبال حيث كان يرابط المجاهدون''.
أُطلق سراح عميرات سنة 1960، فقرّر العودة إلى باريس بجواز سفر مزوّر، واستأنف عمله في وحدات كومندوس جيش التحرير. لكن الشرطة الفرنسية تمكّنت من إلقاء القبض عليه مرة ثانية سنة 1961، فنقلته إلى مركز ''سانت موريس لاردواز'' الشهير، حيث تعرض للتعذيب، ونجا من الموت بفضل تظاهرة طلابية نظمها الطلبة الجزائريون في باريس. وبقي هناك إلى غاية الاستقلال، فعاد إلى الجزائر، وانضم إلى القوات التي أسندت لها مهمة وضع حد لإرهاب منظمة الجيش السري التي أنشأها الجنرال صالون لتخريب الجزائر وقتل الجزائريين بشكل عشوائي. وكان ينشط بين الأبيار وبوزريعة''.

## بعد استقلال الجزائر
بقي سليمان وفيا للشرعية الثورية، ورفض التخلي عن الحكومة المؤقتة، لكنه رفض الدخول في أي نشاط سياسي. فعمل في سلك الشرطة بين تلمسان والجزائرالعاصمة، لكنه سرعان ما اتصل بجبهة المعارضين لنظام أحمد بن بلة، والتي شكلها كل من بلقاسم كريم، محمد بوضياف، والعقيد محند أولحاج. وعقب تأسيس جبهة القوى الاشتراكية من قبل حسين آيت أحمد، قرّر الالتحاق بها فحكم عليه بالإعدام خلال محاكمة آيت أحمد والعقيد شعباني الشهيرة. وقالت السيدة عميرات إن زوجها تمكن من الفرار إلى فرنسا، وبقي هناك إلى غاية إقدام العقيد هواري بومدين على الانقلاب على الرئيس بن بلة في جوان عام 1965 مضيفة: ''لم يكن عميرات راضيا على سياسات الرئيس بومدين، ورفض كل ما قدم له من مقترحات، وظل متمسكا بفكرة إطلاق سراح آيت أحمد. وكرد فعل انضم إلى الشخصيات التي أسّست حزب الحركة الديمقراطية من أجل التجديد في الجزائر، والتي كان على رأسها كريم بلقاسم في أكتوبر.1967 وكان رد فعل النظام صارما منذ البداية، حيث ألقى القبض على عميرات يوم 2 جويلية 1968، وحكم عليه بالإعدام بعد تسعة أشهر، لكن الرئيس بومدين، رفض تنفيذ الحكم الصادر في حقه. وخلال فترة سجنه شرع في عدة إضرابات عن الطعام، آخرها دام خمسة وعشرين يوما، نقل على إثرها إلى مستشفى وهران في حالة غيبوبة تامة.
لم يطلق سراح سليمان عميرات المناضل الديمقراطي، إلا بعد أن قضى ثماني سنوات سجنا، تنقل من سجن وهران والبروافية والحراش. وقد توفي والده وهو في السجن. بعدها تدخلت زوجته السيدة عميرات للمطالبة بإطلاق سراح زوجها، قالت: ''قمت بإعلام الرأي العام العالمي، وبعثت عدة رسائل لمنظمة حقوق الإنسان، وأمنيستي الدولية، والصليب الأحمر الدولي، والأمين العام لهيئة الأمم المتحدة، والملكة اليزابيث الثانية، والجنرال ديغول، والرئيس التونسي الحبيب بورقيبة. كنت أسعى لفك العزلة على خبر سجن زوجي، فتكوّنت لجنة من المحامين، سمحت لي بالعودة إلى الجزائر رفقة أبنائي، ولم يتوقف نضالي من أجل إطلاق سراح سليمان، وهذا ما دفع فعلا الرئيس بومدين إلى إطلاق سراحه سنة.''1975

## سليمان عميرات بعد ظهور التعددية في الجزائر
بعد الشروع في التعددية الحزبية قرّر النظام الجزائري منح الاعتماد للحركة الديمقراطية من أجل التجديد في الجزائر، رسميا يوم 1 جانفي.1990 وتوفي سليمان عميرات يوم الفاتح جويلية 1992، خلال وقوفه لتأبين محمد بوضياف.

## مقولة مشهورة لسليمان عميرات
"لو خيروني بين الجزائر والديمقراطية، لاخترت الجزائر."